# Weintrauboa wanglangensis
Espèce
Weintrauboa wanglangensis est une espèce d'araignées aranéomorphes de la famille des Linyphiidae.

## Distribution
Cette espèce est endémique du Sichuan en Chine,. Elle se rencontre dans le xian de Pingwu.

## Description
Le mâle holotype mesure 7,64 mm et la femelle paratype 9,64 mm, les mâles mesurent de 6,26 à 7,87 mm et les femelles de 7,37 à 9,64 mm.

## Systématique et taxinomie
Cette espèce a été décrite par Gao, Irfan et Wang en 2025.

## Étymologie
Son nom d'espèce, composé de wanglang et du suffixe latin -ensis, « qui vit dans, qui habite », lui a été donné en référence au lieu de sa découverte, réserve naturelle nationale de Wanglang.

## Publication originale
- Gao, Irfan & Wang, 20259 : « Three new species of the genus Weintrauboa Hormiga, 2003 (Araneae, Linyphiidae) from China. » ZooKeys, vol. 1236, p. 185-196 (texte intégral).